# We Will Take You with Us
We Will Take You with Us è il primo album video del gruppo musicale olandese Epica, pubblicato nel novembre 2004 dalla Transmission Records.
Il DVD è stato registrato per il programma televisivo olandese "2 meter sessies", dove gli artisti esordienti hanno la possibilità di proporre il loro materiale. La performance vede il contributo di una piccola orchestra da camera e di alcuni coristi, ed è stata registrata presso uno studio di registrazione.

## Tracce

### The Works
1. Introduzione a cura di  Jan Douwe Kroeske
2. Façade of Reality (The Embrace That Smothers ~ part V)
3. Sensorium
4. Illusive Consensus
5. Cry for the Moon (The Embrace That Smothers ~ part IV)
6. The Phantom Agony
  1. Impasse of Thoughts
  2. Between Hope and Despair
  3. Nevermore
7. Seif al Din (The Embrace That Smothers ~ part VI)

### Acoustic
1. Feint (acoustic version)
2. Run for a Fall (acoustic version)
3. Memory (dal musical Cats)

### Contenuti extra
1. Making Of "2 Meter Sessies"
2. The Phantom Agony (music video)
3. Making of The Phantom Agony (music video)
4. Feint (music video)
5. Making of Feint (music video)
6. The Voices of The Phantom Agony (interviste esclusive)
7. Slideshow